# Guča Gora
Guča Gora är en ort i Bosnien och Hercegovina.   Den ligger i entiteten Federationen Bosnien och Hercegovina, i den centrala delen av landet, 70 km nordväst om huvudstaden Sarajevo. Guča Gora ligger 693 meter över havet och antalet invånare är 582.
Terrängen runt Guča Gora är kuperad åt sydost, men åt nordväst är den bergig.Runt Guča Gora är det ganska tätbefolkat, med 93 invånare per kvadratkilometer.. Närmaste större samhälle är Zenica, 14,9 km öster om Guča Gora. 
Omgivningarna runt Guča Gora är en mosaik av jordbruksmark och naturlig växtlighet.